# Bảo tàng Vistula ở Tczew
Bảo tàng Vistula ở Tczew (tiếng Ba Lan: Muzeum Wisły w Tczewie) là một bảo tàng tọa lạc tại Tczew, Ba Lan. Bảo tàng Vistula ở Tczew là một chi nhánh của Bảo tàng Hàng hải Quốc gia ở Gdańsk. Tính đến hiện tại, Bảo tàng Vistula ở Tczew là bảo tàng về sông lớn nhất ở Ba Lan.

## Lược sử hình thành
Trụ sở của Bảo tàng là một ví dụ về kiến trúc nhà máy điển hình vào thế kỷ 19. Trong Chiến tranh thế giới thứ hai, tòa nhà là một trạm trung chuyển cho những người Ba Lan di tản. Sau đó, tòa nhà được chuyển đổi thành nhà máy sản xuất thiết bị quang học cho mục đích quân sự. Sau khi chiến tranh kết thúc, Nhà máy Đồng hồ đo khí Pomeranian từng được đặt tại đây.
Năm 1980, chính quyền thị trấn Tczew bàn giao toàn bộ cơ sở vật chất của tòa nhà này cho Bảo tàng Hàng hải Quốc gia ở Gdańsk. Cùng năm, công việc tổ chức để thành lập Bảo tàng Vistula bắt đầu. Tczew đã vượt qua các thị trấn khác (bao gồm Sandomierz, Kazimierz Dolny, Wyszogród, Toruń, Gniew và Włocławek) trở thành nơi đặt trụ sở của Bảo tàng Vistula. Tòa nhà được cải tạo để phù hợp làm trụ sở của Bảo tàng mới thành lập. Thành quả là Bảo tàng Vistula ở Tczew chính thức mở cửa đón công chúng vào ngày 13 tháng 4 năm 1984.
Từ tháng 1 năm 2006, tòa nhà của Bảo tàng trải qua một cuộc hiện đại hóa toàn diện với sự tài trợ từ Quỹ Phát triển Khu vực Châu Âu của Liên minh Châu Âu, trợ cấp từ Bộ Kinh tế và sự đóng góp của Công xã Tczew. Bảo tàng mở cửa trở lại vào ngày 22 tháng 2 năm 2007.